# Strijdhoef
De Strijdhoef (of Strijdhoeve) is een herenhuis te Udenhout, in de Nederlandse provincie Noord-Brabant, dat de naam kasteel heeft gekregen.

## Geschiedenis
Dit herenhuis is gebouwd in 1761 op de plaats van het leengoed De Strijdhoeven, waar zich vier en later twee versterkte hoeven bevonden. Het leengoed werd voor het eerst vermeld in 1350. In 1380 wordt het voor het eerst aangeduid met de naam die we nu kennen: de erfenissen genoemd de Strijthoeven. Het leengoed was weer verdeeld in de Grote Strijdhoeve, bestaande uit des Heerdenshoeve en des Riddershoeve; en de Kleine Strijdhoeve', bestaande uit de Scerpenbroecshoeve en de Loyaertshoeve. Beide delen gingen in 1620 uit elkaar, om in 1770 weer bij elkaar gevoegd te worden.
De vroegst bekende eigenaren van het leengoed waren in 1350 Ghisebrecht Ghisebrecht tays sone en joncvrouwen kathelinen draecs sijns wijfs. Het hertogelijk leenboek van 1374 noemt al leenman Roelof Taye; zijn weduwe hertrouwde met Jan Happaert. Het goed bleef in de familie Happaert, maar werd in 1550 verkocht aan Hendrik Gerards van Deventer. In 1577 kwam het aan Jacob Bacx. Deze was Staatsgezind, fel calvinistisch en niet geliefd. De heer van Helvoirt, Hendrik Bloeyman, was zelfs van mening dat men Bacx zijn hooft sal affsneyden ende in een sack den kynderen thuys seynden. Daar kwam het niet van, en Jacob stierf een natuurlijk dood in 1591. De erfenis werd pas in 1619 verdeeld. De Grote Strijdhoeve kwam in handen van Peter van Broekhoven. Na diverse eigenaren te hebben gekend kwam de Grote Strijdhoeve in 1719 aan Adriaan van Borssele van der Hooge, die heer was van Geldermalsen. Naast speelhuys, visvyver, plantagien behoorden hier ook saylanden, weyvelden, heyvelden, eusels en dergelijke bij. Omstreeks 1755 kwam de Grote Strijdhoeve aan zijn zoon, Adriaan van Borssele.
In 1761 kwam de Strijdhoeve aan Willem Jacob Frederik van Dopff, die generaal-majoor in Staatse dienst was en gehuwd met Adriaans zuster. Hij liet het huidige kasteel bouwen. In 1770 kochten ze ook de Kleine Strijdhoeve erbij. Willem Jacob was generaal-majoor en adjudant van Stadhouder Willem V, werd in 1770 commandant van Breda, in 1778 van Hulst en in 1787 van Amsterdam. In 1788 bouwde hij de hervormde kerk van Udenhout, die in 1866 weer werd afgebroken. Willem Jacob stierf in 1794.
Nu erfde zijn dochter, Maria Suzanna Jeanette van Dopff, die gehuwd was met Johan Karel Frederik van Franckenberg en Proschlitz, het goed. Johan Karel werd in 1812 burgemeester van Udenhout. De dochter, Wilhelmina Elisabeth Jeanne van Franckenberg, trouwde in 1832 met Theophile François Le Mire die ingenieur-landmeter was bij het kadaster. Het bleef in het bezit van de familie Le Mire. Johan Karel stierf in 1888, waarna het goed aan diens zoon Guillaume Le Mire kwam, die gehuwd was met Clothilde Dincq. Zij stierf in 1922 en tot die tijd sprak men Frans op het kasteel. In 1923 werd het kasteel eigendom van Leo Cesar Jean Theophile Le Mire, die in 1979 overleed. Vanaf 1964 was zijn kind Clothilde Le Mire de eigenares. Zij stierf in 1994. Marie José Agnes Wilhelmina Le Mire van Franckenberg en Proschlitz werd geboren in het kasteel op 4 september 1913, zij overleed in februari 2016 in Den Haag.
Het kasteel kwam in handen van Beheersmaatschappij De Strijdhoef en het werd verhuurd aan een advocatencollectief, dat zich onder meer specialiseerde in het hippisch recht. In 2001 kwam er een adviesbureau in het kasteel.
Maria Suzanna stond te boek als eene vrij zonderlinge eigenaarster, immers, dezelve verloochent op verschillende manieren hare sekse en vindt er een genoegen in, voor man door te gaan. Vrouwelijke handwerken oefent zij niet uit, maar zoolang haar jaren het toelieten, was zij eene dolle liefhebster van de jagt, reed zij als een man te paard en mogt gaarne visschen. Ook nu nog rookt zij tussche beide, doch besteedt een voornaam deel van haren tijd aan lezen.

## Het gebouw
Het omgrachte herenhuis bezit de zogenaamde Dalenskamer. Deze bevat wandschilderingen, vervaardigd door Dirk Dalens III. Het betreft beschilderde linnen behangsels die op een lattenwerk zijn aangebracht. De schilderingen dateren van 1742 en zijn omstreeks 1787 overgebracht naar de Strijdhoef. In 1788 kwam Willem Van Dopff permanent op dit kasteel wonen.

## Landgoed
Het bij het kasteel behorende landgoed meet 34 ha en bestaat voor de helft uit bos en voor de helft uit weiland. In het voorjaar bloeien er vele bosanemonen. Het landgoed is vrij toegankelijk, afgezien van de onmiddellijke omgeving van het kasteel.